# Чибиров, Людвиг Алексеевич
Лю́двиг Алексе́евич Чи́биров (Цы́бырты, осет. Цыбырты Алексейы фырт Людвиг; род. 19 ноября 1932, Сталинир, Юго-Осетинская автономная область) — советский и югоосетинский политический деятель, историк, публицист, первый президент Южной Осетии (в 1996—2001 годах).

## Биография
Родился 19 ноября 1932 года в селении Зар Цхинвальского района Юго-Осетинской автономной области Грузинской ССР. В 1938—1948 годах учился в средней школе в селе Зар Сталинирского района Юго-Осетинской АО. Окончил 2-ю среднюю школу г. Цхинвали.
В 1956 году окончил с отличием историко-филологический факультет Северо-Осетинского государственного педагогического института им. К. Л. Хетагурова. Работал преподавателем истории и обществоведения Сталинирского художественного училища имени М. С. Туганова. Заведующий отделами истории советского периода (1956—1957) и дореволюционного периода (1957—1959) Юго-Осетинского областного краеведческого музея. В 1959—1967 годах — научный сотрудник отдела этнографии Юго-Осетинского научно-исследовательского института АН Грузинской ССР.
В 1964 году защитил кандидатскую диссертацию «Поселения и жилища осетин». Доктор исторических наук (с 1978 года, диссертация «Народный земледельческий календарь осетин»), профессор (с 1981 года). Декан заочного отделения (1967—1974) и историко-филологического факультета (1974—1988), ректор (1989—1993) Юго-Осетинского государственного педагогического института.

### Политическая деятельность
С октября 1993 года — председатель Верховного Совета Республики Южная Осетия — руководитель страны. 16 мая 1996 года Л. А. Чибиров и президент Республики Грузия Э. А. Шеварднадзе подписали в Москве Меморандум о мерах по обеспечению безопасности и укреплению взаимного доверия между сторонами в грузино-осетинском конфликте. Этот документ закреплял отказ сторон от применения силы или угрозы её применения для достижения своих целей.
10 ноября 1996 года избран первым президентом Южной Осетии. В 2001 году проиграл выборы президента Эдуарду Кокойты.

### Научная деятельность
Этнограф-осетиновед. Автор более 160 научных трудов на осетинском и русском языках, посвящённых широкому кругу вопросов этнографии, истории и культуры осетинского народа и других народов Кавказа.
Основные труды:
- «Осетинское народное жилище»,
- «Народный земледельческий календарь осетин»,
- «Древнейшие пласты духовной культуры осетин»,
- «Встречи с Васо Абаевым»,
- «Периодическая печать Кавказа об Осетии и осетинах»
- «Ирон адæмон бæрæгбонтæ» (Осетинские народные праздники), Владикавказ, 1998.

В 2003—2013 годах руководил созданием Осетинской этнографической энциклопедии. Является автором проекта, главным редактором и руководителем рабочей группы.

## Награды
- 2008 год — Заслуженный деятель науки Российской Федерации[1]
- 18 ноября 2007 год — Орден Дружбы (Южная Осетия).
- 21 ноября 2012 года — Заслуженный деятель науки Республики Южная Осетия — за большой вклад в развитие исторического кавказоведения, выдающиеся научные достижения в области этнологии, истории и культуры осетинского народа[2]
- 19 декабря 2012 года — Орден Почёта (Южная Осетия) — за большой личный вклад в дело становления и укрепления государственности Республики Южная Осетия, активную общественно-политическую и научно-педагогическую деятельность и в связи с 80-летием со дня рождения[3]
- 24 мая 2023 года — Орден Дружбы — за большой вклад в развитие науки и многолетнюю плодотворную работу[4]
- 15 октября 2024 года — Государственная премия имени Коста Хетагурова (Южная Осетия) — за «Энциклопедию осетинской Нартиады» в трёх томах[5]